# Hrabovec nad Laborcom, Humenné
Hrabovec nad Laborcom este o comună slovacă, aflată în districtul Humenné din regiunea Prešov. Localitatea se află la altitudinea de 211 m deasupra n.m., se întinde pe o suprafață de 13,54 km2 și în 2017 număra 525 de locuitori.

## Istoric
Localitatea Hrabovec nad Laborcom este atestată documentar din 1463.

## Demografie
| An:                | 1994 | 2004   | 2014   | 2024   |
| ------------------ | ---- | ------ | ------ | ------ |
| Număr de persoane: | 578  | 591    | 538    | 493    |
| Diferență:         |      | +2,24% | −8,96% | −8,36% |

| An:                | 2023 | 2024  |
| ------------------ | ---- | ----- |
| Număr de persoane: | 500  | 493   |
| Diferență:         |      | −1,4% |